# Kanton Beauvais-1
Beauvais-1 is een kanton in Frankrijk. Het kanton werd gevormd bij decreet van 20 februari 2014 met uitwerking in maart 2015.
Kanton Beauvais-1 omvat de volgende gemeenten: 
1. Beauvais, noordelijk deel
2. Fouquenies
3. Herchies
4. Milly-sur-Thérain
5. Le Mont-Saint-Adrien
6. Pierrefitte-en-Beauvaisis
7. Saint-Germain-la-Poterie
8. Savignies

Beauvais zelf is over twee kantons verdeeld: Beauvais-1 en Beauvais-2.